# Нападение на караван Уоррена
Нападение на караван Уоррена (англ. Warren Wagon Train raid), также известное как Резня у Солт-Крик (Salt Creek massacre) — нападение индейских воинов на караван фургонов Генри Уоррена, которое произошло 18 мая 1871 года на территории современного округа  Янг в северной части Техаса. 
Уоррен заключил контракт на поставку продовольствия в военные посты на западе Техаса, включая форты Гриффин, Кончо и Ричардсон. Около 150 индейцев атаковали караван фургонов, который направлялся в форт Гриффин. 7 погонщиков было убито, потери индейцев — 1 убитый и 3 раненых.

## История
В начале мая шаман из племени кайова предсказал удачный набег на белых людей в Техасе. Ведущие вожди племени — Сатанта, Сатанк и Большое Дерево, решили возглавить рейд на техасцев. К кайова присоединились некоторые команчи и кайова-апачи, всего индейский отряд насчитывал около 150 воинов. Индейцы пересекли реку Ред-Ривер и направились к дороге, соединяющей форт Гриффин с фортом Ричардсон. 18 мая по этой дороге проезжал генерал Уильям Текумсе Шерман с инспектором Рэндольфом Мэрси и небольшим эскортом кавалеристов. Воины хотели атаковать американцев, но Маманти сдержал их, поскольку в его видении индейцы напали на вторую группу белых людей. Во второй половине дня на дороге появился караван из 10 фургонов, принадлежащий компании Warren & DuBose, который возглавлял Нейтан Лонг.
Спрятавшись в зарослях кустарника у Солт-Крик, индейцы наблюдали за медленным приближением фургонов. Когда караван приблизился к месту засады, воины атаковали его. Стремительное нападение оказалось неожиданным для погонщиков и они не успели поставить фургоны в круг для обороны. Трое белых погибли мгновенно, остальные яростно оборонялись. В ходе боя был убит ещё один погонщик, и семеро оставшихся в живых решили прорываться к ближайшему лесу. Во время бегства ещё двое белых погибли, пятеро получили ранения, но смогли выжить и спаслись. Кайова, команчи и кайова-апачи сначала кинулись догонять погонщиков, но затем вернулись к фургонам. В одном из них прятался Сэм Эллиот. Когда воин кайова приблизился к нему, Эллиот выстрелил ему в лицо, смертельно ранив. Разгневанные соплеменники убитого схватили американца, цепями привязали его к колесу фургона, и сожгли. После этого индейцы забрали всех мулов, нагрузили их добычей, и отправились домой. Их потери составили один убитый и трое раненых.